# Tomasz Podziawo
Tomasz Podziawo MIC (ur. 6 lutego 1906 w Pierchulewie, zm. 2 października 1975 w Londynie) – białoruski duchowny katolicki obrządku bizantyjsko-słowiańskiego, doktor filozofii, marianin.
Pochodził z Wileńszczyzny, gdzie żył w rodzinie chłopskiej. Po ukończeniu szkoły powszechnej podjął naukę w Gimnazjum Mariańskim im. Stefana Batorego w Drui. W 1926 roku wstąpił do zgromadzania marianów, a w 1927 roku złożył śluby zakonne. W latach 1929–1935 przebywał na studiach teologiczno-filozoficznych w Rzymie. Uczęszczał na zajęcia w Papieskim Kolegium Rosyjskim oraz na Papieskim Uniwersytecie Gregoriańskim. W 1931 roku obronił doktorat z filozofii, a w 1935 roku licencjat z teologii.
W 1934 roku przyjął święcenia kapłańskie z rąk biskupa greckokatolickiego, Mikołaja Czarneckiego. Od tego czasu swoją posługę związał z Kościołem katolickim obrządku bizantyjsko-słowiańskiego. Pracował w Mandżurii. Był wykładowcą w Liceum św. Mikołaja w Harbinie oraz w dwóch katolickich szkołach żeńskich prowadzonych przez siostry zakonne ze zgromadzenia urszulanek.
22 grudnia 1948 roku wraz z innymi zakonnikami zgromadzenia marianów został wydalony z Chin do Związku Radzieckiego i oddany w ręce NKWD. Został osadzony w więzieniu w Czycie. Przebywał tam prawie rok. W trakcie pobytu w więzieniu i w oczekiwaniu na proces był wielokrotnie przesłuchiwany. W 1949 roku został skazany na 25 lat łagru. Przebywał w kilku obozach karnych na Syberii i w Kazachstanie w okolicach: Angarłagu, Bracka, Omska i Czurbaj Niura. Pracował na budowach i przy wyrębie lasów. Zachorował na dystrofię oraz na malarię. Za niepodporządkowywanie się dyscyplinie i odprawianie mszy świętych dla więźniów odbywał karę w łagrach o zaostrzonym rygorze. W 1955 roku został zwolniony z odbywania kary i deportowany do Polski. Zamieszkał w klasztorze marianów w Grudziądzu, a następnie przebywał w domach zakonnych w: Gietrzwałdzie, Warszawie, Głuchołazach, ponownie w Grudziądzu, Licheniu i we Włocławku. Pełnił funkcje wykładowcy w przyklasztornych seminariach duchownych oraz pracował jako duszpasterz w obrządku łacińskim. W latach 1965–1969 był ojcem duchownym i spowiednikiem kleryków w Wyższym Seminarium Duchownym we Włocławku.
W latach 60. XX wieku zasłynął jako działacz ekumeniczny. Szerzył wiedzę o Katolickich Kościołach Wschodnich. Publikował artykuły w czasopiśmie „Znak”. Pisał: o chrześcijańskim Wschodzie, charakterystyce wschodniej duchowości, a także o Fiodorze Dostojewskim. Był pierwszym celebransem, który odprawił Boską Liturgię w katedrze Niepokalanego Poczęcia Najświętszej Maryi Panny w Siedlcach. 
W 1969 roku opuścił Polskę. Po krótkim pobycie w Rzymie wyjechał do Londynu. W Wielkiej Brytanii zajmował się pracą wśród diaspory białoruskich katolików.